# Lezaeta
Lezaeta es una localidad española de la Comunidad Foral de Navarra perteneciente al municipio de Larráun que junto a la localidad de Azpíroz forma el concejo de Azpíroz-Lezaeta. Está situada en la Merindad de Pamplona en la comarca de Norte de Aralar y a 43,2 km de la capital de la comunidad, Pamplona. Su población 2014 en fue de 12 habitantes (INE).
Su Iglesia está dedicada a la Asunción de la Virgen y fue construida en el siglo XII.

## Demografía

### Evolución de la población
| Gráfica de evolución demográfica de Lezaeta entre 2000 y 2010 |
|                                                               |
| Datos según el nomenclátor publicado por el INE.              |